# بخش اسالم
بخش اسالم یکی از بخش‌های شهرستان تالش در استان گیلان در شمال ایران است.

## تقسیمات کشوری
- بخش اسالم
  - دهستان اسالم
  - دهستان خاله‌سرا
  - دهستان خرجگیل

شهر: اسالم

## جمعیت
بنابر سرشماری مرکز آمار ایران، جمعیت بخش اسالم شهرستان طوالش در سال ۱۳۹۵ برابر با ۴۲٬۲۱۹ نفر بوده‌است.